# Micropaon lucens
Micropaon lucens är en insektsart som beskrevs av Marius Descamps och David M. Rowell 1984. Micropaon lucens ingår i släktet Micropaon och familjen gräshoppor. Inga underarter finns listade i Catalogue of Life.